# Vrouwbuurtstermolen
Vrouwbuurtstermolen (soms gespeld als Vrouwbuurstermolen, Bildts: De Froubuurtstermoln, Fries: Froubuorstermûne of Buerstermûne) is een buurtschap in de gemeente Waadhoeke in de Nederlandse provincie Friesland. Vrouwbuurtsmolen ligt ten tussen Stiens en Vrouwenparochie, waar de Zuidbroekstervaart overgaat in de Oude Rij. De buurtschap ligt aan de straat Vrouwbuurtstermolen.

## Geschiedenis
De buurtschap is genoemd naar de korenmolen, de Vrouwbuurstermolen. Deze is op zijn beurt vernoemd naar Froubuurt, de Bildtse naam voor Vrouwenparochie. De molen werd al in 1555 vermeld en heette in eerste Nye Molen. De oorspronkelijk korenmolen is 1854 vervangen door de huidige molen.

## Spoorwegstation

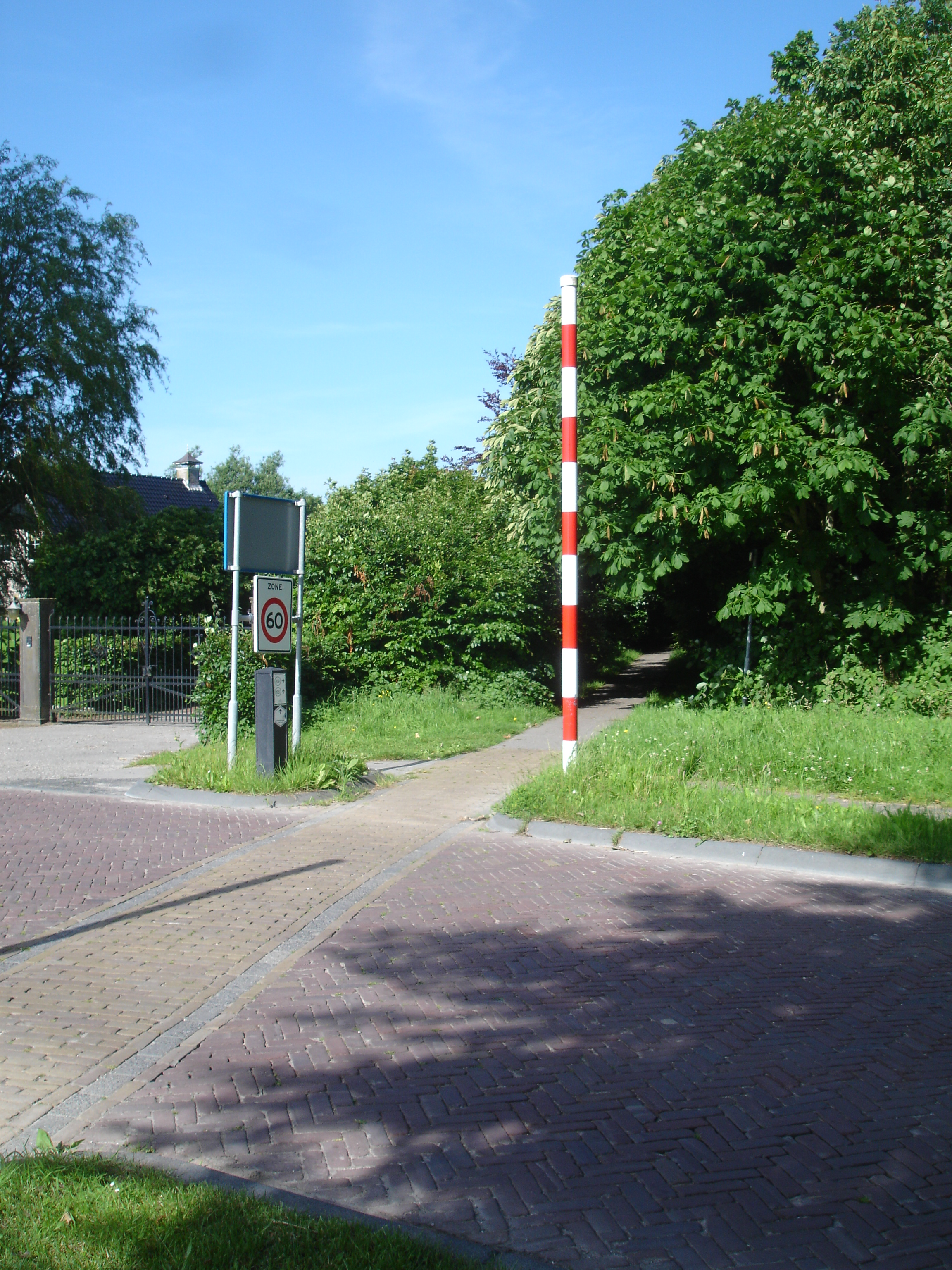
Door de bestrating en de rood-witte palen is nog goed te zien waar vroeger de overweg en de spoorbomen waren

Bij Vrouwbuurtstermolen lag vroeger een halte aan de spoorlijn Stiens - Harlingen, een aftakking van het Dokkumer lokaaltje van de NFLS. De halte, geopend op 2 december 1902, lag op 4 kilometer van Stiens en had als afkorting Vbm. Op 1 december 1940 werd de halte opgeheven. Het stationsgebouw van station Vrouwbuurtstermolen bestaat nog steeds.

## Elfstedenmonument
De buurtschap kent sinds september 2017 een Elfstedenmonument, een monument voor de Elfstedentocht, die hier langs gaat. Klasina Seinstra, die de tocht bij de vrouwen won in 1997, onthulde het monument dat bij de molen staat.

## Cultuur
In voormalige fabiekshallen in de buurtschap zit de Kultuurfabriek Kooi-aap, waarin concerten worden gegeven en zich een galerij bevindt.
Steden, dorpen en gehuchten: Achlum · Baijum · Beetgum · Beetgumermolen · Berlikum · Blessum · Boer · Boksum · Deinum · Dongjum · Dronrijp · Engelum · Firdgum · Franeker · Herbaijum · Hitzum · Klooster-Lidlum · Marssum · Menaldum · Minnertsga · Nij Altoenae · Oosterbierum · Oude Leije (klein deel) · Oudebildtzijl · Peins · Pietersbierum · Ried · Ritsumazijl · Schalsum · Schingen · Sexbierum · Sint Annaparochie · Sint Jacobiparochie · Slappeterp · Spannum · Tzum · Tzummarum · Vrouwenparochie · Welsrijp · Westhoek · Wier · Winsum · Zweins

Buurtschappen: Arkens · Bonkwerd · Dijkshoek · Doijum · Fatum · Hatsum · Het Hooghout · Kie · Kiesterzijl · Kingmatille · Klooster Anjum · Koehool · Laakwerd · Lutjelollum · Miedum · Nieuwebildtzijl · Oosterend · Oosthoek · Rewerd (deels) · Roptazijl (deels) · Salverd · Schildum · Sopsum · Stad Niks · Tolsum · Tritzum · Tjeppenboer · Vrouwbuurtstermolen (deels) ·  Weakens · Westerend · Zwarte Haan

Voormalige buurtschappen:Barrum · De Kampen · De Poelen · De Vlaren · Dijksterhuizen · Franjumerburen · Holprijp · Koum · Langwerd · Teetlum · Memerd · War 

Friesland: Steden en dorpen      Nederland: Provincies · Gemeenten